# Prałatura terytorialna Chuquibamba
Prałatura terytorialna Chuquibamba (łac. Territorialis Praelatura Chuquibambensis) – prałatura terytorialna Kościoła rzymskokatolickiego w Peru. Należy do metropolii Arequipa. Została erygowana 5 czerwca 1962 roku przez papieża Jana XXIII konstytucją apostolską Christi caritas.

## Główne świątynie
- Katedra: Katedra św. Michała Archanioła w Camanie

## Prałaci terytorialni
- Redento Maria Gauci OCarm (1962–1977)
- Luis Baldo Riva CSsR (1977–1983)
- Felipe María Zalba Elizalde OP (1984–1999)
- Mario Busquets Jordá (2001–2015)
- Jorge Enrique Izaguirre Rafael CSC (2015-2023)